# Wherever the Five Winds Blow
Wherever the Five Winds Blow - Shorty Rogers Quintet est un album du trompettiste Shorty Rogers enregistré en 1956 et paru en 1957 sur le label RCA Victor Records.

## Contexte

### Enregistrements
Les enregistrements des cinq morceaux ont lieu à Los Angeles, en Californie, le 2 juillet 1956.

### Musiciens
| Musicien      | Instrument                                     | Titre  |  | Équipe technique |             |
| ------------- | ---------------------------------------------- | ------ |  | ---------------- | ----------- |
| Shorty Rogers | trompette                                      | 1-5    |  |                  | producteur  |
| Jimmy Giuffre | Clarinette, saxophone baryton, saxophone ténor | 1-5    |  |                  |             |
| Lou Levy      | Piano                                          | 1-5    |  | Roy Morse        | liner notes |
| Ralph Pena    | contrebasse                                    | 1-5    |  |                  |             |
| Larry Bunker  | batterie                                       | 1-3, 5 |  |                  |             |

## Titres
| N°     | Titre                            | Compositeur   | Durée |
| ------ | -------------------------------- | ------------- | ----- |
| Face 1 |                                  |               |       |
| 1.     | Hurricane Carol                  | Shorty Rogers |       |
| 2.     | Breezin' Along In the Trades     | Shorty Rogers |       |
| 3.     | Marooned In a Monsoon            | Shorty Rogers |       |
| Face 2 |                                  |               |       |
| 4.     | The Chinook That Melted My Heart | Shorty Rogers |       |
| 5.     | Prevailing On the Westerlies     | Shorty Rogers |       |

## sources
- Allmusic.com